# Ángel Fernández (golfer)

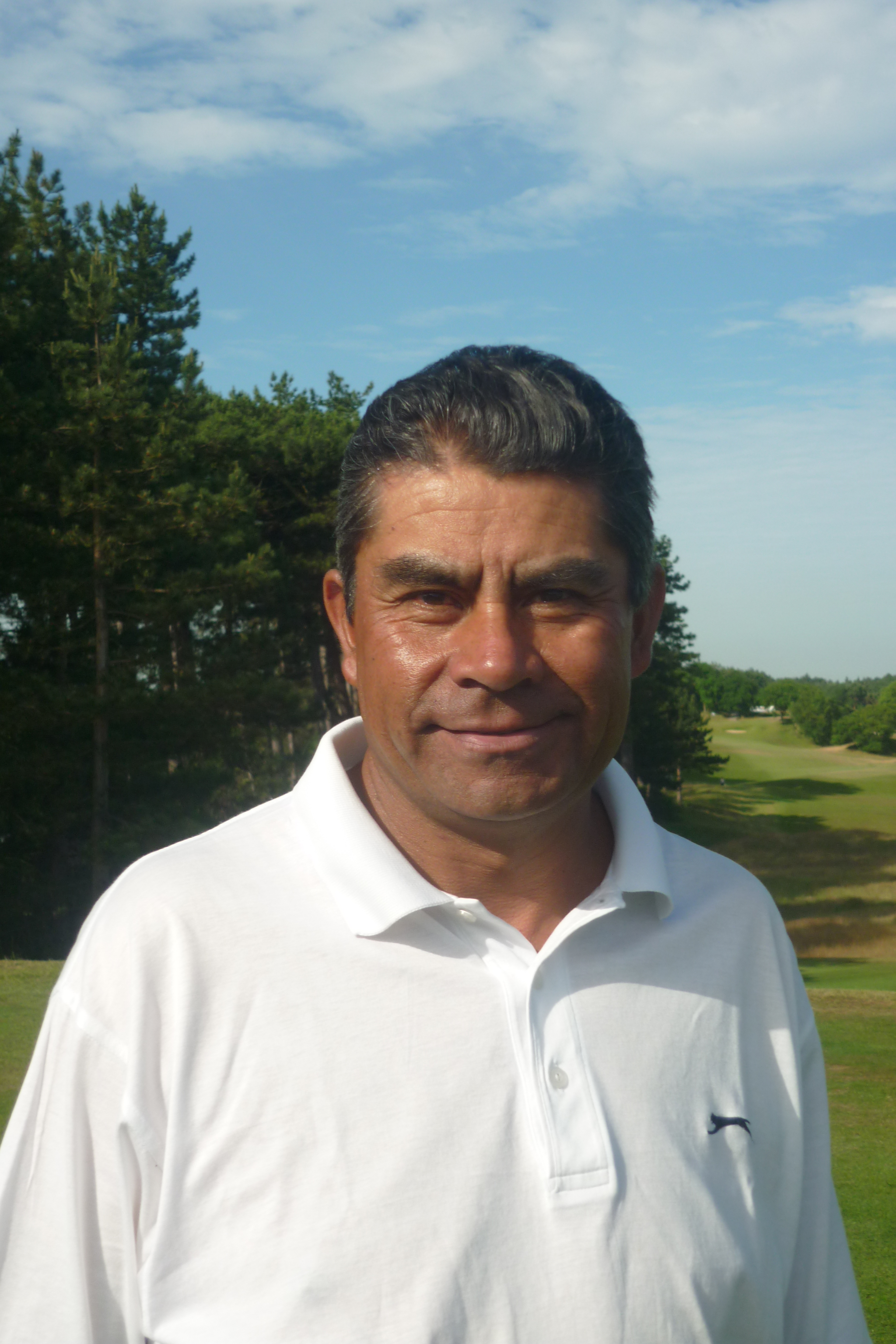
Ángel Fernández

Ángel Fernández (Puerto San Antonia, 6 januari 1956) is een professioneel golfer uit Chili. Hij is verbonden aan de Club de Golf la Dehesa.

## Professional
Fernández werd in 1976 professional.
Zodra hij de leeftijd van vijftig jaar bereikte ging hij naar de Tourschool om zich te kwalificeren voor de Europese Senior Tour, hetgeen meteen in 2005 lukte met een vijfde plaats.
Sinds 2006 speelt hij op de Europese Senior Tour. Op de Tourschool van 2005 eindigde hij op een gedeeld 6de plaats met Stephen Chadwick en Rigoberto Velásquez. Aangezien alleen de top 6 een volle spelerskaart krijgen, volgde er een play-off die hij niet won. Nummer 7 krijgt slechts een voorwaardelijke kaart, dat wil zeggen dat die niet alle toernooien kan spelen.
Zijn topjaar is 2008, waar hij in Bad Ragaz 3de werd en in Spanje op het OKI Castellón Open op de 2de plaats eindigde achter Sam Torrance.
In 2008 eindigde hij op de 2de plaats bij het laatste toernooi van het jaar, het OKI Castellón Open España – Senior Tour Championship, waardoor hij op de rangorde steeg naar de 24ste plaats en zijn kaart voor 2009 veilig stelde. Eind 2009 eindigde hij op de 50ste plaats en moest hij weer terug naar de Tourschool. 
In 2010 moest hij weer naar de Tourschool. Daar eindigde hij als nummer 5, zodat hij in 2011 alle toernooien zal kunnen spelen.